# Louis Krasner
Pour les articles homonymes, voir Krasner.
Louis Krasner (né le 21 juin 1903 à Tcherkassy dans l'Empire russe et mort le 4 mai 1995 à Brooklyn) est un violoniste américain qui a créé les concertos pour violon d'Alban Berg et Arnold Schoenberg.

## Biographie
Né en Ukraine, Louis Krasner arrive aux États-Unis à l'âge de 5 ans et obtient son diplôme du Conservatoire de musique de la Nouvelle-Angleterre en 1922. Il poursuit ses études avec Lucien Capet à Paris, Otakar Ševčík à Písek (Tchécoslovaquie) et Carl Flesch à Berlin. Il commence sa carrière concertante en Europe où il défend les concertos de Joseph Achron et Alfredo Casella.
En 1935, il commande un concerto pour violon à Alban Berg (le Concerto à la mémoire d'un ange), qu'il crée en avril 1936 à Barcelone. Il créa également le Concerto pour violon de Schönberg en décembre 1940 à Philadelphie. Parmi les compositeurs américains dont il crée les œuvres on compte Roger Sessions, Henry Cowell et Roy Harris.
Krasner cesse de se produire en solo pour être premier violon auprès de l'Orchestre symphonique du Minnesota de 1944 à 1949. De 1949 à 1972 il est professeur de musique à l'université de Syracuse. Il rejoint les facultés du New England Conservatory et du Centre de musique de Tanglewood (en) en 1976. Il est honoré de la médaille Samuel Simons Sanford de l'Université Yale en 1988 et du Commonwealth Award en 1995.